# マイク・ヴェルストラーテン
マイク・ヴェルストラーテン（Michaël Johan Stefan Verstraeten、1967年8月12日 - ）は、ベルギーの元サッカー選手。元ベルギー代表。ポジションはディフェンダー。

## 来歴
1997年にベルギー代表デビュー。翌年の1998 FIFAワールドカップにも出場した。ベルギー代表で通算6試合に出場した。

## 代表歴

### 出場大会
- ベルギー代表
  - 1998 FIFAワールドカップ

### 試合数
- 国際Aマッチ 6試合 0得点（1997年-1998年）[1]

| ベルギー代表 | 国際Aマッチ | 国際Aマッチ |
| 年           | 出場        | 得点        |
| ------------ | ----------- | ----------- |
| 1997         | 3           | 0           |
| 1998         | 3           | 0           |
| 通算         | 6           | 0           |